# Maria Maksakova
Maria Petrovna Maksakova (en russe : Мария Петровна Максакова), née le 24 juillet 1977, est une chanteuse d'opéra et une femme politique russe naturalisée ukrainienne, députée à la Douma de 2011 à 2016 pour le parti Russie unie de Vladimir Poutine,.
Elle est, à partir de 2015, l'épouse de Denis Voronenkov, assassiné le 23 mars 2017. Elle s'exile en Ukraine avec son mari à l'automne 2016.